# Coniopteryx lobifrons
Coniopteryx lobifrons là một loài côn trùng trong họ Coniopterygidae thuộc bộ Neuroptera. Loài này được Murphy & Lee miêu tả năm 1971.